# 鈴栄堂
鈴栄堂（りんえいどう）は、石川県金沢市にあった九谷焼製造会社。鈴木建材と社名を変更し2009年現在も営業中である。

## 銭湯タイル
公衆浴場（銭湯）向けの絵タイル(タイル絵)は、章仙(石田章仙)や暁舟や胡山などの絵師を中心に描かれた。
題材の多くには、宝船、錦鯉、鶴亀、鯉の瀧昇りなどの縁起モノ、桃太郎、牛若丸などの物語、東海道五十三次や松島などの風景が用いられてきた。
多くの銭湯のタイル絵に鈴栄堂製が用いられ、鈴栄堂の印でそれと分かる。